# Aris Zarifović
Aris Zarifović (sinh 2 tháng 6 năm 1988) là một cầu thủ bóng đá Slovenia thi đấu ở vị trí hậu vệ.